# Пиневич, Анатолий Васильевич
Анато́лий Васи́льевич Пине́вич (15 января 1921, Гомель, РСФСР — 8 ноября 1997, Москва, Россия) — советский певец, солист Московского театра оперетты, Заслуженный артист РСФСР. Участник Великой Отечественной войны, персональный пенсионер республиканского значения.

## Биография
Пиневич Анатолий Васильевич родился 15 января 1921 в городе Гомеле.
Служил в 1939—1945 годах, где получил звание младшего лейтенанта ВВС СССР. Проходил службу в 1111-й отдельной роте связи, 108-м отдельном батальоне связи, 24-м отдельном Ломжинском полку связи 4-й Краснознаменной Воздушной армии.
Участвовал в Великой Отечественной войне, Польском походе 1939 года и советско-финской войне 1939—1940 годов.
Активно выступал в войсковой художественной самодеятельности.
После войны Анатолий Васильевич поступил в театральную студию, по окончании которой был зачислен в Московский театр оперетты, где и проработал артистом всю жизнь до последнего дня.
В послевоенной Московской оперетте Анатолий Пиневич был, если выражаться современным языком, секс-символом театра. Обладая небольшим, но приятным по тембру баритоном, А. Пиневич выделялся среди артистов привлекательной внешностью, статной фигурой, безукоризненным вкусом и заметным интеллектом. Недаром долгое время он входил в художественный совет театра. А. Пиневич писал остроумные эпиграммы, небольшие сатирические стихи. Участвовал во многих музыкальных радиоспектаклях.
Был постоянным партнёром Народной артистки СССР Татьяны Шмыги в спектаклях и гастрольной деятельности. В воспоминаниях, опубликованных в 2001 году, Т. Шмыга тепло отзывалась о своём партнёре:

[Вера Чуфарова] и её муж Анатолий Пиневич были моими самыми близкими друзьями в театре. <…> С Толей Пиневичем мы много выступали вместе в различных спектаклях, часто ездили на гастроли. Он не только исполнял свои номера, но и был очень хорошим ведущим наших концертов. Талантливый актёр, умный, обаятельный человек, Пиневич выделялся среди наших ребят особой эрудицией, писал стихи. В театре к нему относились с уважением.

Похоронен, как и его жена В. Ф. Чуфарова, на Ваганьковском кладбище.

### Семья
Жена — Чуфарова Вера Фёдоровна (15.6.1924 - 11.4.2007), солистка Московского театра оперетты, дочь — Ирина.